# کازا دا موزیکا
کازا دا موزیکا (به پرتغالی: Casa da Música به معنی خانهٔ موسیقی) یک تالار موسیقی در پرتغال است که در پورتو واقع شده‌است. این ساختمان میزبان انیستیتوی فرهنگی Fundação Casa da Música و سه ارکسترای ملی پورتو (به پرتغالی: Orquestra Nacional do Porto)، باروک (به پرتغالی: Orquestra Barroca) و آنسامبل ریمیکس (به پرتغالی: Remix Ensemble) است. معماری این ساختمان بر عهدهٔ رم کولهاس هلندی و مهندسی سازهٔ آن بر عهدهٔ گروه آروپ بوده‌است.